# Узгоджене залягання

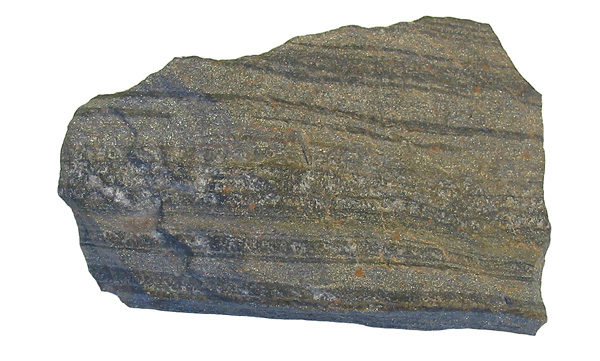
.

Узгоджене залягання (рос. согласное залегание, англ. concordant stratification, conformable bedding, concordant bedding, parallel bedding; нім. gleichförmige Lagerung f, konkordante Schichtung f, konkordante Lagerung f) — залягання гірських порід, що характеризується приблизною паралельністю шарів і їх неперервністю. Синоніми: конкордантне залягання, узгоджене (згідне) напластування, паралельне залягання.